# Montour Falls
Montour Falls és una població dels Estats Units a l'estat de Nova York. Segons el cens del 2000 tenia 1.797 habitants.

## Demografia
Segons el cens del 2000, Montour Falls tenia 1.797 habitants, 701 habitatges, i 419 famílies. La densitat de població era de 230,5 habitants/km².
Dels 701 habitatges en un 26,1% hi vivien nens de menys de 18 anys, en un 42,2% hi vivien parelles casades, en un 12,7% dones solteres, i en un 40,1% no eren unitats familiars. En el 33% dels habitatges hi vivien persones soles el 20,7% de les quals corresponia a persones de 65 anys o més que vivien soles. El nombre mitjà de persones vivint en cada habitatge era de 2,22 i el nombre mitjà de persones que vivien en cada família era de 2,79.
Per edats la població es repartia de la següent manera: un 19,1% tenia menys de 18 anys, un 7,6% entre 18 i 24, un 23,9% entre 25 i 44, un 21,6% de 45 a 60 i un 27,7% 65 anys o més.
L'edat mediana era de 44 anys. Per cada 100 dones de 18 o més anys hi havia 70,1 homes.
La renda mediana per habitatge era de 29.018 $ i la renda mediana per família de 36.307 $. Els homes tenien una renda mediana de 31.064 $ mentre que les dones 21.813 $. La renda per capita de la població era de 15.671 $. Entorn de l'11,5% de les famílies i el 15,3% de la població estaven per davall del llindar de pobresa.